# Oberea yaoshana
Oberea yaoshana là một loài bọ cánh cứng trong họ Cerambycidae.